# Юбилейный (Амурская область)
Юбиле́йный — посёлок в Зейском районе Амурской области России. Административный центр и единственный населённый пункт Юбилейненского сельсовета.
Посёлок Юбилейный, как и Зейский район, приравнен к районам Крайнего Севера.

## География
Посёлок расположен на левом берегу реки Зея, на расстоянии 108 км к югу от города Зея (через сёла Заречная Слобода, Николаевка-2, Николаевка, Алексеевка, Алгач, Умлекан и Рублёвка), административного центра района. От посёлка Юбилейный на северо-восток идёт дорога к посёлкам Ясный и Октябрьский, а на юго-восток (вниз по течению Зеи) — к посёлку Поляковский и к селу Нововысокое.

## Население
| 2002 | 2010 | 2012 | 2013 | 2014 | 2015 | 2016 |
| ---- | ---- | ---- | ---- | ---- | ---- | ---- |
| 651  | ↘534 | ↘530 | ↘527 | ↘521 | ↘508 | ↘471 |
| 2017 | 2018 | 2021 |      |      |      |      |
| ↘447 | ↘432 | ↘334 |      |      |      |      |

## Улицы
| - ул. Дорожная, - ул. Лесная, - ул. Набережная, - ул. Новая, | - ул. Подгорная, - ул. Центральная, - ул. Школьная. |